# San Nicola dell'Alto
San Nicola dell'Alto é uma comuna italiana da região da Calábria, na província de Crotone, com cerca de 1.106 habitantes. Estende-se por uma área de 7 km², tendo uma densidade populacional de 158 hab/km². Faz fronteira com Carfizzi, Casabona, Melissa, Pallagorio.

## Demografia
| Variação demográfica do município entre 1861 e 2011                               |
|                                                                                   |
| Fonte: Istituto Nazionale di Statistica (ISTAT) - Elaboração gráfica da Wikipedia |